# Église Saint-Pierre de Maltot
Pour les articles homonymes, voir église Saint-Pierre.
L'église Saint-Pierre,, est une église catholique située à Maltot, en France.

## Localisation
L'église est située dans le département français du Calvados, sur le territoire de la commune de Maltot.

## Historique
Le site est décrit par Arcisse de Caumont lorsqu'il visite Maltot entre 1820 et 1847. Son ouvrage Statistique monumentale du Calvados comporte une notice précise sur l'église de Maltot telle qu'elle se présentait au début du XIXe siècle. L'église alors très différente, sans sacristie et au clocher de forme circulaire placé entre la nef et le chœur.
Au XIXe siècle, l'édifice frôle la ruine et nécessite à plusieurs reprises de très importants travaux : adjonction d'une sacristie, renforcement des murs du chœur, reconstruction de la nef et du clocher en 1888-1890.
Le chœur de l'édifice est classé au titre des monuments historiques par arrêté du 19 janvier 1911 et sur instruction de Gabriel Ruprich-Robert. C'est à ce moment que l'église a été attribuée par erreur à saint Jean Baptiste.
En 1944, l'église a subi de lourds dommages de guerre : un avion britannique abattu par la DCA allemande emporte le clocher et la charpente. La reconstruction s'achèvera en 1956.